# Восточные кресы

В 1939 пактом Молотова — Риббентропа территории «восточных кресов» (выделено серым цветом) были присоединены к СССР. На западе новая граница почти полностью повторяла линию Керзона 1919 г. Эта граница была подтверждена на Тегеранской конференции, на Ялтинской конференции и на Потсдамской конференции.

Восто́чные Кре́сы (пол. Kresy Wschodnie, от польского слова «крес» — граница, конец, край) — польское название территорий нынешней Украины (часть Галиции, западной Украины), Белоруссии (Западная Белоруссия) и Литвы, которые ранее были частью территории Польши; «восточная окраина». Польские жители этих территорий, в том числе репатриировавшиеся в Польшу, могут называться кресовянами или пренебрежительно — забуголями.
С этим термином также связано название Западные кресы (Возвращённые земли) — территории, вошедшие в состав Польши по окончании Второй мировой войны, и составляющие современную германо-польскую и российско-польскую границы.

## История

Воеводства в Польше в 1922—1939. Шесть восточных воеводств представляли собой приблизительную территорию Восточных Кресов

### Происхождение термина
Понятие кресов в литературе появилось в середине XIX в. в произведениях польского поэта Винцентия Поля, в частности в поэме «Могорт» (1854), в которой описываются события после «уманской резни», на пограничье Польского королевства и Крымского ханства. Распространению термина способствовало поддерживаемое польским правительством представление об особой цивилизационной миссии поляков на восточных землях, а также происхождение крупнейших представителей польской культуры - поэтов Адама Мицкевича и Юлиуша Словацкого рождённых на этих землях. Слово «Кресы» укоренилось в польской литературе и публицистике как определение территорий восточнее Вильно и Львова, которые до конца XVIII в. принадлежали Речи Посполитой. Во Второй Польской республике межвоенного периода официальное название «Восточные Кресы» касалось заселенных украинцами, белорусами и литовцами воеводств (Львовского, Тернопольского, Станиславовского, Волынского, Полесского, Белостоцкого, Виленского и Новогродского). На протяжении 1919—1929 свыше семидесяти тысяч отставных польских военных (осадников) с семьями переселялись польским правительством на эти земли, получив обширные земельные угодья. По некоторым данным, с 1921 по 1939 годы, с этнических польских земель в западную Белоруссию было переселено порядка 300 тыс. осадников (при общем населении региона около 13 млн человек), переселение продолжалось и позже.

### История становления и разделов Речи Посполитой
Речь Посполитая явилась своего рода продолжением государства Ягеллонов — польско-литовской личной унии, существовавшей с 1385 года (с перерывами). В 1569 между Польшей и Литвой была заключена Люблинская уния, по которой оба государства объединялись в одно — с избираемым общим монархом (с двойным титулом короля польского и великого князя литовского), общим сеймом, единой внешней политикой и единой монетной системой. Однако обе части сохраняли свою администрацию, казну (включая денежную эмиссию), войско, суды, оставалась и граница между государствами с взиманием таможенных сборов. Великое княжество Литовское утратило при этом значительные территории на юге, Подолье, Киевщину, Волынь.
Границы государств на территории, близкой к нынешним «восточным кресам», многократно изменялись, что привело к формированию своеобразного смешанного населения. Практически каждый перенос границ сопровождался изменением национальной и языковой политики государства-владельца «кресов», относительно тех или иных групп обитающего на этих землях населения. В основе политики Польского государства на территории «восточных кресов» была полонизация, а в основе политики Российской империи и СССР была русификация.

#### Становление и разделы Речи Посполитой до первой мировой войны
Датой создания первого польского государства считается 966 год, когда Мешко I принял христианство. Польша стала королевством в 1025 году, а в 1569 году объединилась с Великим княжеством Литовским (I Речь Посполитая).
Первый раздел Речи Посполитой
25 июля 1772 года Российской империей, Прусским королевством и Австрией в Санкт-Петербурге была подписана конвенция, согласно которой Восточная Белоруссия и часть Инфлянтов отходили к Российской империи; Вармия, воеводства Поморское, Мальборкское, Хелминьское, большая часть Иновроцлавского, Гнезненского и Познанского воеводств отходили к Пруссии; а княжества Освенцимское и Заторское, южная часть Краковского и Сандомирского воеводств, воеводства Русское и Белзское отходили к Австрии.
Второй раздел Речи Посполитой
12 января 1793, Гродно. 20 лет после первого раздела, Польша собирается с силами, Правительственная реформа, экономический подъём, Конституция — Этим довольны не все, снова конфедерация, снова против короля, но теперь за вмешательство России с призывом русских войск. К России отходит значительная часть Западной Белоруссии и Украины, а к Пруссии — Гданьск и Торунь, почти вся Польша, часть Мазовии и Краковского воеводства.
Третий раздел Речи Посполитой
13 октября 1795 году подписана третья конвенция, по которой к России отошли земли восточнее реки Буг и реки Неман; к Пруссии отошла большая часть Мазовецкого воеводства с Варшавой, часть Трокского, Подляшского и Равского воеводств; к Австрии — воеводства Краковское, Сандомирское, Люблинское, часть Мазовецкого, Подляшского, Холмского и Брест-Литовского воеводств.
Итоги трёх разделов
В итоге трёх разделов Речи Посполитой к Российской империи отошли литовские, белорусские и украинские земли (кроме части Украины, отошедшей к Австрии) территория была разделена между Пруссией, Австрией и Россией, Польское государство перестало существовать. 15 января 1797 года подписана последняя конвенция, утвердившая раздел Речи Посполитой, упразднившая польское гражданство и полностью ликвидировавшая остатки польской государственности. К этой конвенции был приложен акт 1795 года отречения от престола польского короля Станислава Августа.
В короткий период наполеоновских войн (1807—1813 гг.) существовало Герцогство Варшавское, бо́льшая часть которого в 1815 году вошла в состав России в качестве так называемого Царства Польского.

#### Первая мировая война
После начала Первой мировой войны 14 августа 1914 года Николай II пообещал после победы в войне объединить Царство Польское с польскими землями, которые будут отняты у Германии и Австро-Венгрии, в автономное государство в рамках Российской империи.
Война создала ситуацию, при которой поляки, российские подданные, сражались против поляков, служивших в австро-венгерской и германской армиях. Пророссийская Национально-демократическая партия Польши во главе с Романом Дмовским считала Германию главным врагом Польши, её сторонники считали необходимым объединение всех польских земель под российским контролем с получением статуса автономии в составе Российской империи. Антироссийски же настроенные сторонники Польской социалистической партии (ППС) полагали, что путь к независимости Польши лежит через поражение России в войне. За несколько лет до начала Первой мировой войны лидер ППС Юзеф Пилсудский начал военное обучение польской молодежи в австро-венгерской Галиции. После начала войны он сформировал польские легионы в составе австро-венгерской армии.
В 1915 году территория российской Польши была оккупирована Германией и Австро-Венгрией. 5 ноября 1916 года германский и австро-венгерский императоры опубликовали манифест о создании самостоятельного Королевства Польского в российской части Польши. В связи с отсутствием короля его полномочия исполнял Регентский совет.
После Февральской революции в России Временное правительство России 16 (29) марта 1917 года объявило о том, что будет содействовать созданию Польского государства на всех землях, населенных в большинстве поляками при условии заключении им с Россией «свободного военного союза».
Во Франции в августе 1917 года был создан Польский национальный комитет (ПНК) во главе с Романом Дмовским и Игнацы Падеревским; там же была сформирована польская «голубая армия» во главе с Юзефом Халлером.
6 октября 1918 года Регентский совет Польши объявил о создании независимого польского государства, а 14 ноября, после капитуляции Германии и распада Австро-Венгрии, передал Юзефу Пилсудскому всю полноту власти в стране.
В это время возник вооружённый конфликт между польскими формированиями и силами другого новообразованного государства — Западно-Украинской народной республики (ЗУНР) на территории Галиции, вылившийся в широкомасштабные боевые действия, которые продолжались с 1 ноября 1918 года по 17 июля 1919 года.
27 декабря 1918 года поляки германской провинции Позен подняли Великопольское восстание, после которого до середины 1919 г. провинция стала независимым государством со своей валютой и армией. После Первой мировой войны (II Речь Посполитая) Польша вновь обрела независимость.

#### Линия Керзона
«Линия Керзона» (англ. Curzon Line) — условное название линии, проходившей через Гродно — Яловку — Немиров — Брест-Литовск — Дорогуск — Устилуг, восточнее Грубешова, через Крылов и далее западнее Равы-Русской, восточнее Перемышля до Карпат, которая была рекомендована 8 декабря 1919 Верховным советом Антанты в качестве восточной границы Польши и установлена в ноте лорда Кёрзона. Линия в основном соответствует этнографическому принципу: к западу от неё находились земли с преобладанием польского населения, к востоку — территории с преобладанием непольского (литовского, белорусского, украинского) населения.
В 1919 г. польское правительство, ведшее успешные военные действия против советских войск, проигнорировало предложения Антанты, которая не выдвинула каких-либо требований по выводу польской армии с оккупированных территорий Украины, Белоруссии и Литвы. Однако 10 июля 1920 Польша, учитывая неблагоприятный для неё в это время ход советско-польской войны, согласилась признать эту линию в надежде на получение крайне необходимой поддержки западных держав. 11 июля Британский министр иностранных дел Дж. Керзон направил в Москву наркому иностранных дел Г. В. Чичерину ноту с требованиями прекратить советское наступление на линии Гродно — Валовка — Немиров — Брест-Литовск — Дорогоуск — Устилуг — восточнее Перемышля — Крылов — западнее Равы-Русской — восточнее Перемышля — до Карпат (по имени лорда Керзона линия и получила своё название), отвести советские войска на 50 километров к востоку от этой линии, заключить перемирие с Польшей и Врангелевским правительством. В случае отказа указывалось, что страны Антанты поддержат Польшу «всеми средствами, имеющимися в их распоряжении».
Нота Керзона была рассмотрена на заседании ЦК РКП(б) 16 июля, большинством голосов отвергнута, в предположении советизации Польши и возбуждения революции в Германии и других странах. Совнарком заявил правительству Великобритании, что отказывается от английского посредничества и требует прямого обращения Польши с просьбой о перемирии, одновременно пообещав даже установить «более выгодную для польского народа территориальную границу», чем линия Керзона. Красная Армия продолжала наступление, но в середине августа была разбита под Варшавой и Комаровым и в беспорядке отступила, оставив не только этнически польские, но также значительную часть украинских и белорусских территорий. В результате РСФСР была вынуждена подписать Рижский мирный договор 1921, по которому польская граница прошла далеко к востоку от «линии Керзона», захватив западные части Украины и Белоруссии.
Польско-украинская война закончилась полным разгромом ЗУНР. В 1919 году началась советско-польская война, которая шла с переменным успехом. В начале поляки продвинулись вглубь Белоруссии и Украины и захватили Минск и Киев. Затем советские войска перешли в контрнаступление и дошли до Вислы, но им не удалось взять хорошо укреплённые Львов и Варшаву. Произошло «чудо на Висле» — Красная армия потерпела поражение. Всего за войну в польский плен попало до 200 тысяч красноармейцев, из которых по различным оценкам намеренно уничтожено, погибло от голода, издевательств охраны и болезней до 80 тысяч. Война фактически была проиграна Советской Россией, и по Рижскому мирному договору 1921 года западная часть украинских и белорусских земель отошла к Польше.
На конференции послов 28 июля 1920 была согласована южная граница Польши. Тешинская область была разделена между Польшей и Чехословакией.
В октябре 1920 года польские войска захватили часть Литвы с городом Вильно (Вильнюсом). Виленский сейм 20 февраля 1922 года принял резолюцию о включении Виленского края в состав Польши.

#### Начало Второй Мировой войны
В 1938 году (после Мюнхенского соглашения), при активном давлении Франции на Чехословакию, Польша аннексировала Тешинскую область Чехословакии.
21 марта 1939 года Германия потребовала от Польши передать ей вольный город Данциг, вступить в Антикоминтерновский пакт и открыть для неё «польский коридор» (создан после Первой мировой войны для обеспечения выхода Польши к Балтийскому морю). Польша отвергла все требования Германии.
28 марта 1939 года Гитлер разорвал Пакт о ненападении с Польшей.
23 августа 1939 года гитлеровская Германия и Советский Союз заключили договор о ненападении. Согласно секретному дополнительному протоколу к договору, о разграничении сфер обоюдных интересов в Восточной Европе на случай «территориально-политического переустройства», предусматривалось включение Восточной Польши, Эстонии, Латвии, Финляндии и Бессарабии в сферу интересов СССР, Литва и запад Польши — в сферу интересов Германии.
1 сентября 1939 года войска Третьего рейха вторгаются на территорию Польши. К 16 сентября немцы выходят на линию Осовец — Белосток — Бельск — Каменец-Литовск — Влодава — Владимир-Волынский — Замосць — Львов — Самбор и находятся в 150—200 км от советской границы. Варшава окружена.
17 сентября 1939 г., через несколько дней после начала Второй мировой войны, Советский Союз ввёл войска на территорию нынешней Западной Украины и Западной Белоруссии. К этому времени правительство Польши уже покинуло страну и правомерно было говорить о ликвидации её государственности. Государственная граница СССР, установленная в 1939 г., в целом прошла по «линии Керзона», существенно отклоняясь на запад лишь в районе Белостока. Этнически преимущественно непольские, а также большая часть территории с польским населением Западной Украины и Западной Белоруссии были присоединены к Украинской ССР и Белорусской ССР; часть польской территории была присоединена к Литве.
Во время войны в Польше происходили массовые убийства еврейского населения немцами и участниками польского националистического подполья. Последний крупный еврейский погром произошёл в 1946 году в Кельце и в нём участвовали польские полицейские и военные. Холокост и антисемитская атмосфера послевоенных лет вызвали новый виток эмиграции из Польши.

#### Подписание договоров в 1943—1945 гг.
На Тегеранской конференции (ноябрь-декабрь 1943 года) было принято предложение Черчилля о том, что претензии Польши на земли Западной Белоруссии и Западной Украины будут удовлетворены за счет Германии, а в качестве границы на востоке должна быть линия Керзона.
11 января 1944 Советское правительство заявило о готовности положить в основу послевоенной советско-польской границы «линию Керзона», вариант «А». На Крымской конференции 1945 по предложению СССР было решено, что восточная граница Польши должна идти вдоль «линии Керзона» с отступлением в ряде периферийных районов в пользу Польши, а в районе города Львов — в пользу СССР.
16 августа 1945 в Москве был подписан договор между СССР и Польшей об окончательном определении советско-польской границы (в целом соответствующей «линии Керзона»).
По решению Берлинской конференции 1945 года западная граница Польши устанавливается по рекам Одра (Одер) и Ныса-Лужицка (Нейсе), Польше отходят две трети восточной Пруссии. При демаркации советско-польской послевоенной границы Польше отходят Белостокская область (от БССР) и город Перемышль (от УССР). Польша возвращает Чехословакии Тешинскую область, захваченную в 1938 году.
После войны Польша, уже в новых границах (без Западной Белоруссии и Западной Украины, а также г. Вильно (Вильнюса), но со значительными территориальными приобретениями за счёт Германии) стала социалистической республикой, зависимой от СССР (Польская Народная Республика).
Уничтожение евреев, послевоенное выселение немцев из присоединённых к Польше немецких земель, а также установление новых границ с СССР и обмен с ним населением сделали Польшу практически моноэтничным государством.

В 1989 году произошли изменения в политической системе, переход к рыночной экономике (III Речь Посполитая).

#### После 1991 г.
С распадом СССР эта граница стала границей между Польшей с одной стороны, Украиной и Белоруссией, с другой. Земли с восточнославянским населением, оказавшиеся западнее «линии Керзона» иногда называют Закерзоньем.

## Население «Восточных Кресов» и государственная политика в период между двумя мировыми войнами
Население Восточных Кресов всегда было многонациональным, оно состояло преимущественно из поляков, украинцев, евреев и белорусов. В восточных районах Галиции (то есть на бывшей территории собственно Галицко-Волынского княжества) значительно преобладало украинское население, а западная часть Галиции была заселена преимущественно поляками. По данным на 1910 г. из 5 317 158 жителей Восточной Галиции польский язык был родным для 2 114 792 жителей (39,8 %), а украинский для 3 132 233 (58,9 %). При этом следует учитывать, что в состав польскоязычного населения входили не только поляки, но и евреи, которые в течение второй половины XIX — нач. XX века в своем большинстве перешли с идиша на польский язык.
Ниже в тексте и в таблицах встречается термин местные (пол. tutejsi; укр. тутейші; бел. тутэйшыя) - этим словом обозначалось местное сельское восточноевропейское население, не имевшего четкой национальной идентичности. Данное понятие можно встретить в частности в стихотворении Янка Купала «Хто ты гэткі?».

#### 1910-е годы
В 1915 г., по мере продвижения российских войск по территории Галиции и Буковины были образованы две губернии, Львовская и Тарнопольская, позже также Черновицкая и Перемышльская. Губернии делились на уезды, их администрация и на губернском, и на уездном уровне практически полностью комплектовалась чиновниками из России. Лишь двое из местных уроженцев заняли должности помощников начальников уездов. Местные уроженцы использовались лишь в качестве переводчиков и мелких чиновников. Это объяснялось не только недоверием к местным жителям со стороны российской администрации, но и тем, что большая часть местной русофильской интеллигенции была репрессирована австрийскими властями в самом начале войны (См. статью Талергоф). В уездах западной Галиции из-за преобладания поляков в населении на должности назначались российские чиновники польской национальности. Галиция была оставлена российскими войсками в результате германского наступления. Для избежания мобилизации населения Галиции в австро-венгерскую армию командующий Юго-западным фронтом генерал Иванов издал приказ о высылке в Волынскую губернию всего мужского населения в возрасте от 18 до 50 лет. По данным печати, к августу 1915 г. в России было около 100 тыс. беженцев из Галиции.
После Первой мировой войны 1 ноября 1918 на территории Восточной Галиции и Буковины было провозглашено независимое государство Западно-Украинская Народная Республика. К 20-м числам того же месяца вся Восточная Галиция была захвачена поляками, а Буковина была полностью оккупирована Румынией. Правительство ЗУНР, переехало в Тернополь, а в конце декабря — в Станислав (ныне — Ивано-Франковск). 22 января 1919 года был подписан «Акт злуки», который провозгласил объединение с Украинской Народной Республикой в единое государство.
Армия Западно-Украинской народной республики (УГА — Украинская Галицкая Армия) с переменным успехом вела военные действия против польских войск до 15 мая 1919 года, когда сформированная и вооружённая во Франции 70-тысячная польская армия генерала Юзефа Халлера, которая была переброшена в Галицию якобы для борьбы с большевиками, начала боевые действия против УГА и вытеснила последнюю практически со всей территории Галиции. В дальнейшем УГА предприняла попытку контрнаступления (Чортковсая операция), вследствие которой был достигнут временный успех — часть Галиции была освобождена от поляков, однако уже к средине июля 1919 года УГА была полностью вытеснена польскими войсками за реку Збруч. После этого существование ЗУНР как независимого государства практически прекратилось, хотя правительство существовало в изгнании до 1923 года
На территории Западной Галиции в г. Тарнобжег была провозглашена Тарнобжегская республика.
За этим последовали Советско-польская война 1919—1921 годов, в ходе которой на короткое время (июль—сентябрь 1920) была провозглашена Галицийская Социалистическая Советская Республика

### 20-е годы. Перепись 1921
Галиция официально была названа Восточной Малопольшей. По условиям договора на территориях с украинским населением, Польша обязалась обеспечить украинцам равные с поляками права и гарантировать национально культурное развитие, предоставить автономию, открыть университет и т. д. Ни одно из этих условий правительством Польши не было выполнено.
Украинцы фактически считались людьми второго сорта, подлежащими полонизации и католизации.
| Воеводство    | Население [тыс.] | Поляки [%] | Евреи [%] | Другие славянские народы [%] | Прочие [%] |
| ------------- | ---------------- | ---------- | --------- | ---------------------------- | ---------- |
| Виленское (*) | -                | -          | -         | -                            |            |
| Новогрудское  | 800,8            | 54         | 7         | 39 Белорусы                  | 1          |
| Полесское     | 879,4            | 25         | 17        | 42 Белорусы / местные        | 16         |
| Волынское     | 1437,6           |            |           | Украинцы                     |            |
| Тарнопольское | 1428,5           | 45         | 4,8       | 50 Украинцы                  | 0,2        |
| Станиславское | 1339,2           | 23         | 7         | 68 Украинцы                  | 2          |
| Львовское     | 2789             |            |           | Украинцы                     |            |

 (*) woj. powstało 1925
В декабре 1920 был издан специальный указ о колонизации земель с украинским населением на восточных территориях Польши — «Кресов Всходних» (Западной Украины, Западной Белоруссии, Восточной Литвы), польскими военными поселенцами. В 1924 году польским парламентом был принят особый, так называемый Кресовый закон, по которому с целью ассимиляции местного населения на Западной Украине и в Западной Белоруссии вводилось двуязычное школьное образование.
На основании этого закона, за период 1920—1928, польским поселенцам, бывшим военным, на Волыни и Полесье передано 260000 гектаров земли, на которые с центральной Польши прибыло более 20000 поселенцев. Бывшие военные должны были стоять на страже так называемой «польскости» и стать оплотом польской колонизации на территориях с преобладающим украинским населением.

### 30-е годы. Перепись 1931
В ходе реализации закона о парцелляции земель на территории «Кресов Всходних» (Западной Украины, Западной Белоруссии, Восточной Литвы) также прибыло 60 тыс. польских гражданских поселенцев. В условиях безземелья, подобная политика Пилсудского вызвала негодование украинского населения. Поведение и отношение польских поселенцев, «зайд», к местному населению, вызывало вражду и отчуждение. Политика колонизации и полонизации стала серьёзным ударом для украинского населения Польши, как в экономическом, так и в политическом плане.
Рост безработицы, который был вызван передачей полякам не только земель, но и предприятий, вынуждал людей эмигрировать в США и Канаду. Прибывшие поляки обрабатывали землю самостоятельно или сдавали её в аренду, лишая безземельное украинское население даже небольшого заработка, существовавшего ранее на польских фермах и фольварках.
Проводимая польским правительством шовинистическая политика имела свои успехи, однако усиливала антипольские настроения украинского населения и ненависть к режиму. С 1920-х террору и репрессиям подверглись православная церковь, школьное образование, представители украинской интеллектуальной и культурной интеллигенции.
Шовинистическая политика польских властей в 1920-39 гг. по отношению к украинскому населению Восточной Галиции проявилась и в серии акций подавления, провёденных правительством Польши в 30-х гг. XX века.
Польское правительство, пренебрегая правами этнических украинцев, пытаясь бороться с украинскими националистическими организациями УВО-ОУН, следуя политике государственного террора[нейтральность?] и коллективной ответственности, подвергло украинское население массовому террору — в ходе серии акций польских властей десятки человек были убиты, тысячи искалечены и отправлены в тюрьмы, уничтожено большое количество товаров в кооперативах и магазинах, принадлежавших украинцам, уничтожены или закрыты библиотеки, читальные залы, культурные общества, театральные кружки и т. д.

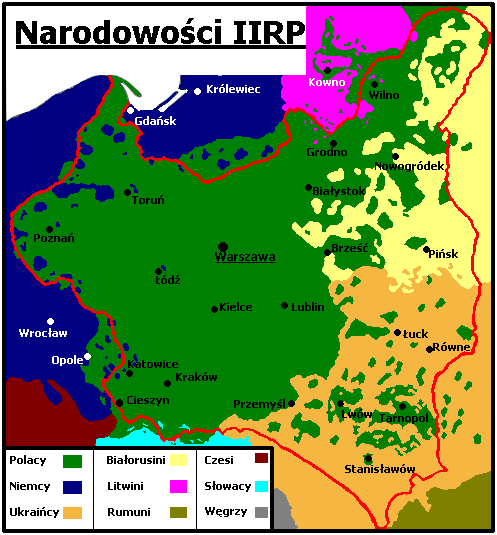
Этнический состав Второй Польской республики. Украинцы обозначены оранжевым цветом.

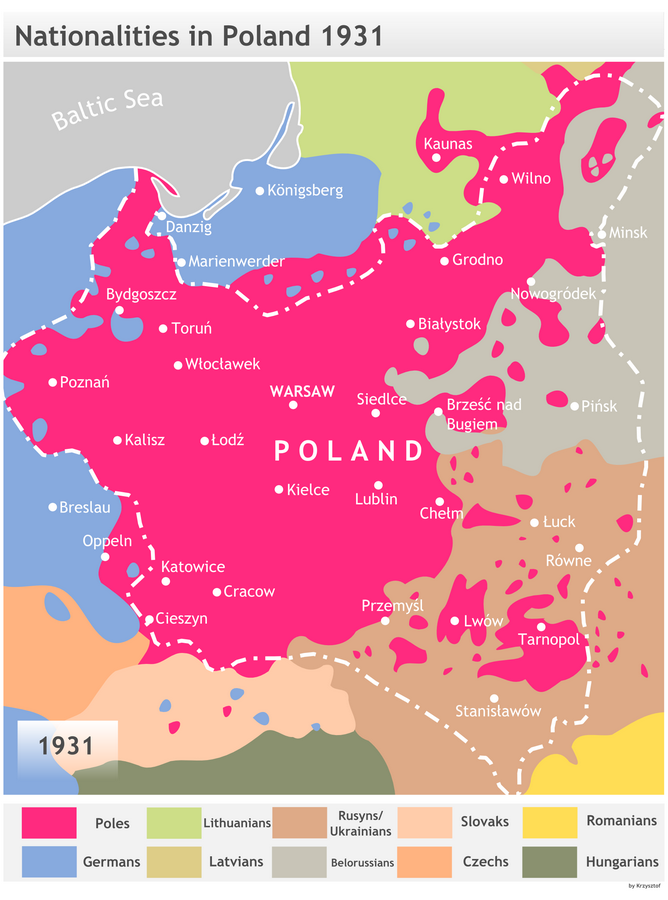
Народы, проживавшие на территории Второй Польской Республики к 1931 г.

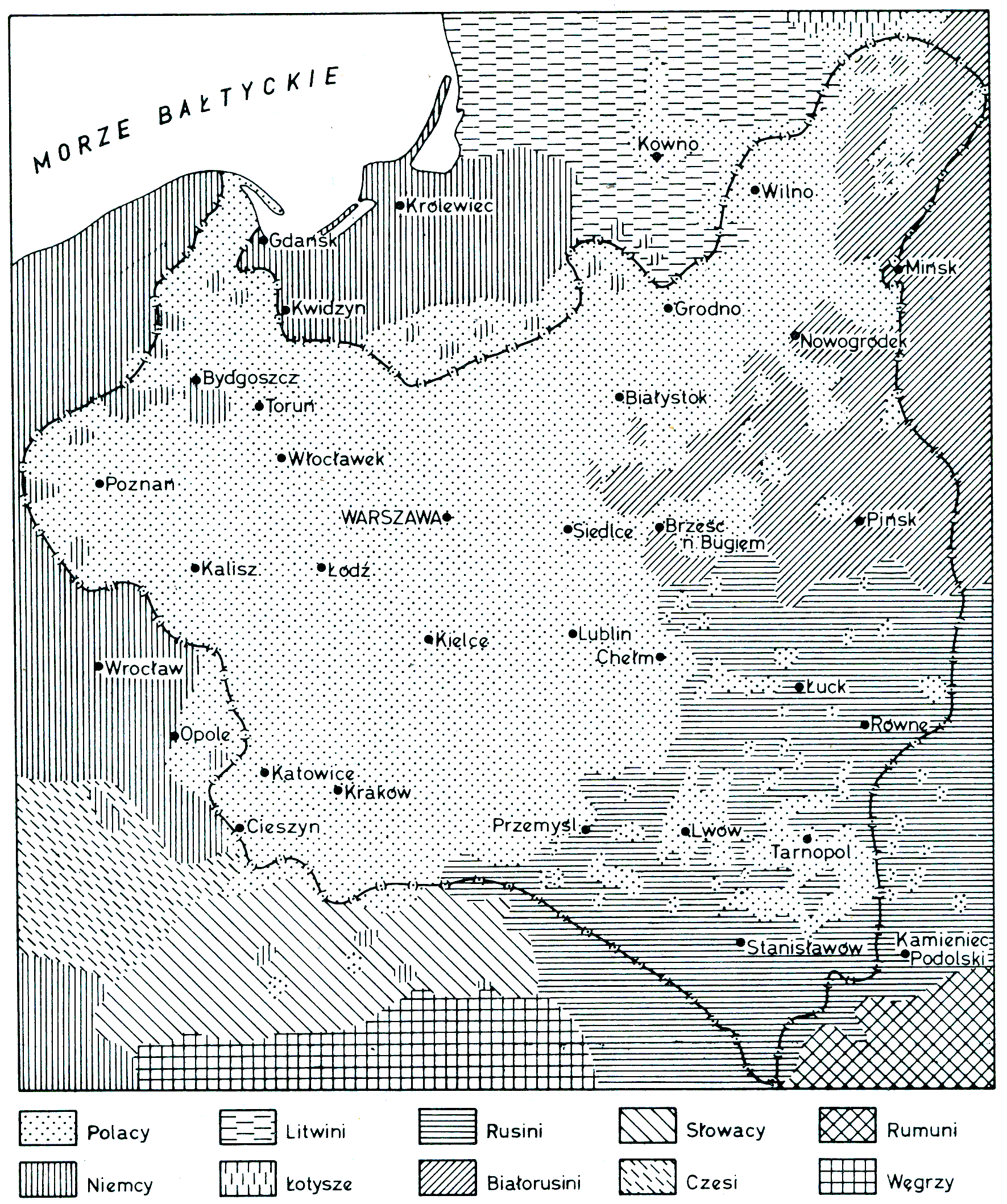
Народы Польши по переписи 1931

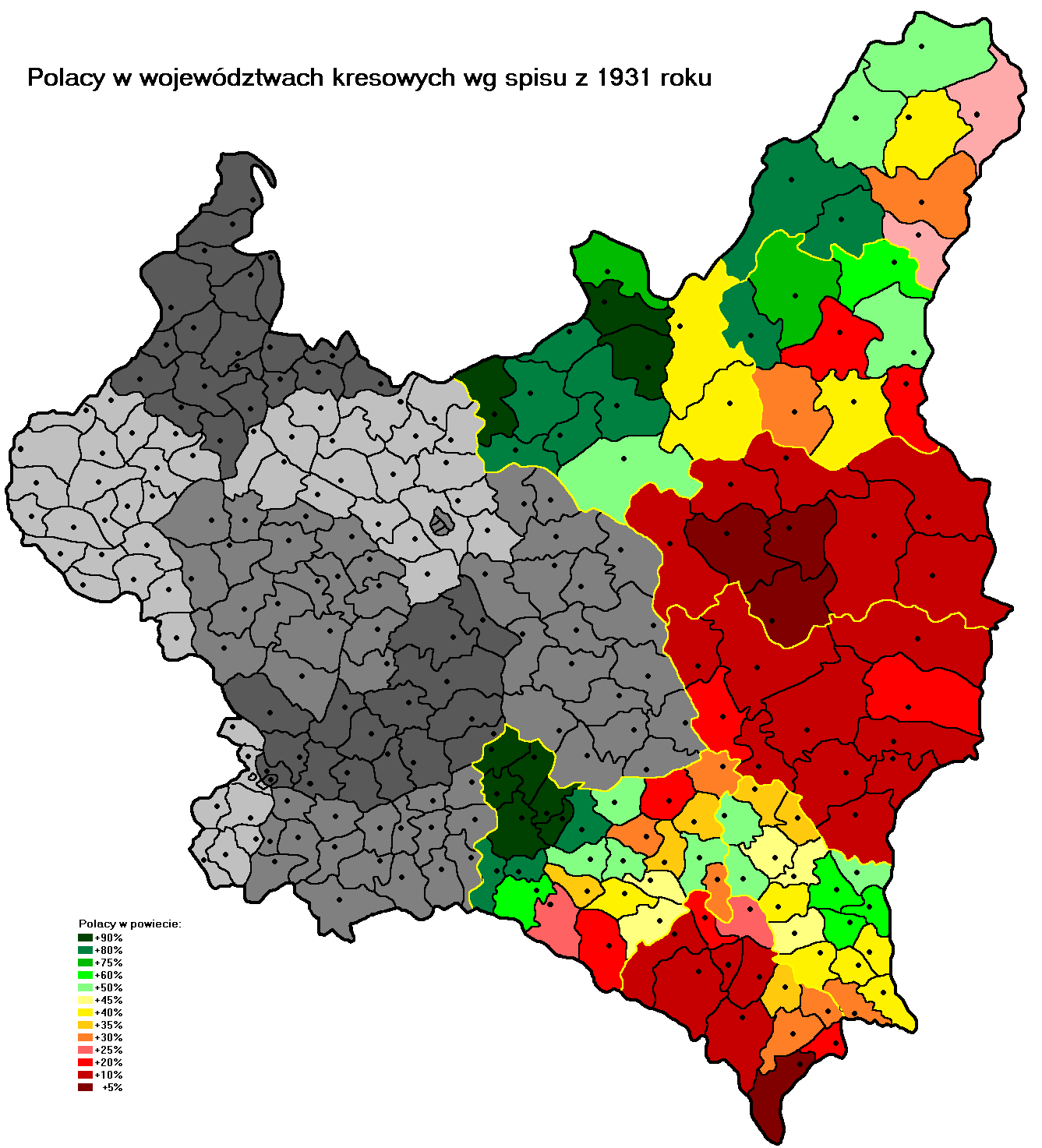
Поляки в кресовых воеводствах по переписи 1931 г.(%)

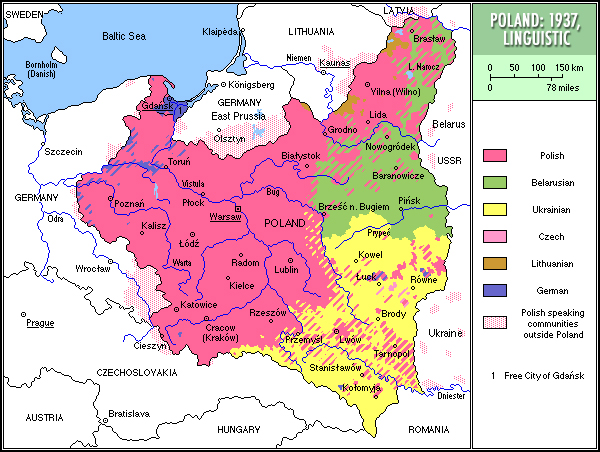
Языковая карта II RP

Родным языком, по польской переписи 1931 года, назвали:
- Львовское воеводство: 58 % польский, 34 % украинский, 8 % идиш
- Новогрудское воеводство: 53 % польский, 39 % белорусский, 7 % идиш, 1 % русский
- Полесское воеводство: 63 % полесский(восточнопольский язык) или местный(Tutejsi), 14 % польский, 10 % идиш, 6 % белорусский, 5 % украинский
- Станиславское воеводство: 69 % украинский, 23 % польский, 7 % идиш, 1 % немецкий
- Тернопольское воеводство: 49 % польский, 46 % украинский, 5 % идиш
- Виленское воеводство: 60 % польский, 23 % белорусский, 8 % идиш, 3 % русский, 8 % другие (в том числе литовский язык)
- Волинское воеводство: 68 % украинский, 17 % польский, 10 % идиш, 2 % немецкий, 1 % русский, 2 % другие
- Белостоцкое воеводство: 67 % польский, 16 % белорусский, 12 % идиш, 3 % русский, 2 % другие

| Воеводство    | Народность [tys.] | Поляки [%] | Евреи [%] | Украинцы [%] | Русины [%] | Белорусы [%] | Прочие [%]     |  |
| ------------- | ----------------- | ---------- | --------- | ------------ | ---------- | ------------ | -------------- |  |
| Виленское     | 1276              | 59,7       | 8,5       | 0,0          | 0,1        | 22,7         | литовцы 5,2    |  |
| Новогрудское  | 1057              | 52,4       | 7,3       | 0,0          | 0,1        | 39,1         | русские 0,7    |  |
| Полесское     | 1132              | 14,5       | 10,0      | 4,8          | -          | 6,6          | «tutejsi» 62,5 |  |
| Волынское     | 2086              | 16,6       | 9,9       | 68           | 0,4        | 0,1          | немцы 2,3      |  |
| Тернопольское | 1600              | 49,3       | 4,9       | 25,1         | 20,4       | 0,0          | немцы 0,2      |  |
| Станиславское | 1480              | 22,4       | 7,4       | 46,9         | 22         | 0,0          | немцы 1,1      |  |
| Львовское     | 3127              | 57,7       | 7,5       | 18,5         | 15,6       | 0,0          | немцы 0,4      |  |

Источник: Mały Rocznik Statystyczny 1938, s. 23, tabela 14: Ludność według języka ojczystego w 1931
Население территории Восточных Кресов в 1939 г. составляло 13 млн человек, в том числе:
- Поляки — более 43 %
- Украинцы — 33 % (24,2 % украинцы, a 8,8 % русины)
- Евреи — 8,3 %
- Белорусы — 7,6 %
- Местные (славяне неопределённой национальности)— 6 %
- Другие — 2 %

| Воеводство    | Поляки %      | Украинцы % | Евреи % | Белорусы % | Прочие %    |
| ------------- | ------------- | ---------- | ------- | ---------- | ----------- |
| Белостокское  | 71 %          | -          | 11,9 %  | 14,5 %     | 2,6 %       |
| Виленское     | 52 %          | -          | 8,5 %   | 32 %       | 7,5 %       |
| Новогородское | 34 %          | -          | 7,3 %   | 58,3 %     | 0,4 %       |
| Полесское     | 11,2 %-14,5 % | 19,3 %     | 10 %    | 59,5 %     | ?           |
| Волынское     | 15,5 %-16,5 % | 69 %       | 10 %    | -          | 5,5 %-4,5 % |
| Тернопольское | 37 %          | 53 %       | 10 %    | -          | -           |
| Станиславское | 16,5 %        | 72,9 %     | 9,5 %   | -          | 1,1 %       |
| Львовское     | 46,5 %        | 41,8 %     | 10,9 %  | -          | 0,8 %       |

Подпольные националистические организации (УВО) на политику и действия польских властей ответили террористическими актами, саботажем (поджогами полей, уничтожением имений прибывших поляков и военных «осадников» (то есть поселенцев), общей активизацией деятельности среди населения. Особую популярность УВО и позже ОУН, имела среди украинской молодежи и представителей интеллигенции. В ответ польское правительство применило принцип коллективной ответственности, подвергнув массовому жесточайшему террору, издевательствам и физическому насилию украинское население Западной Украины.
Борьба с украинским националистическим подпольем включала всевозможные формы от агитации и «наглых» (то есть быстрых) судов 4 сентября 1931 года до создания
17 июня 1934 специального концентрационного лагеря, куда люди помещались по решению польских властей, без суда, на неопределённый срок.

### Начало Второй Мировой войны
Малый статистический ежегодник 1941 (Польша) указывает, что: Ludność terenów zajętych przez ZSRR po napaści na Polskę 17 września i po podpisaniu paktu o granicach i przyjaźni pomiędzy III Rzeszą a ZSRR 28 września 1939.
| Народность | количество [tys.] |
| ---------- | ----------------- |
| Поляки     | 5274 (39,7 %)     |
| Евреи      | 1109 (8,3 %)      |
| Прочие (*) | 6916 (52 %)       |
| Итого      | 13299             |

 (*)  украинцы, белорусы, литовцы, татары, немцы, русские i.in.
Предвестником Второй мировой войны можно считать события на польско-чехословацкой границе. Осенью 1938 г. Польша выдвинула ультиматум Чехословакии о передаче земель Тешинской Силезии. Продвигался тезис, что Польша реализует заветы Пилсудского, широко цитировалось его высказывание, что «искусственно и уродливо созданная Чехо-Словацкая республика не только не является основой европейского равновесия, наоборот, является его слабым звеном» «…когда стало известно, что деморализованная Прага приняла польский ультиматум, Геринг не поленился набрать по телефону польского посла и охарактеризовал агрессивную выходку Польши как „исключительно смелую акцию, проведенную в блестящем стиле“. … Все в Берлине поздравляли польского посла. „Во второй половине дня Риббентроп сообщил мне, что канцлер сегодня во время завтрака в своем окружении дал высокую оценку политике Польши. Я должен отметить, что наш шаг был признан здесь как выражение большой силы и самостоятельных действий, что является верной гарантией наших хороших отношений с правительством рейха“, — писал Липский Беку» («СССР в борьбе за мир накануне Второй мировой войны (сентябрь 1938 г. — август 1939 г.): Док. и материалы. — М.: Политиздат, 1971, с.25- 28.», цит. по)
«До конца марта англичане пытались убедить поляков в необходимости подключения СССР к созданию единого фронта против гитлеровской агрессии, но те стояли на своем. Польша в категоричной форме заявила, что не примкнет „ни к какой комбинации (в форме ли декларации или какой-либо иной), если участником её будет также СССР“ — так изложил польскую позицию 29 марта постоянный заместитель министра иностранных дел Великобритании Кадоган Майскому» (ДВП СССР, т.22, кн.1, с.239.; цит. по)

#### События 1939—1943 гг.
«Мне нужно, чтобы поляк при встрече с украинцем убивал украинца и, наоборот, чтобы украинец убивал поляка. Если до этого по дороге они пристрелят еврея, это будет как раз то, что мне нужно» 
Эрих Кох, рейхскомиссар Украины (1941—1944 гг.)
«... беду на Волынской земле скатализировала и церковная политика в конце 30-х на Холмщине, когда поляки там массово закрывали украинские церкви (если не ошибаюсь, было разрушено 151 церковь, а 153 превращено в костелы). В конце концов в 1942-м там возобновились убийства, и тот маховик трагедии действительно начал раскручиваться с Холмщины. Еще один фактор — польская (так называемая гранатовая [3]) и украинская вспомогательная полиция. Ее немецкие оккупанты посылали для расправы с местным населением. И когда в марте 1943-го 5000 украинских полицаев под угрозой разоружения, а также по приказу руководства ОУН ушли в лес, в украинскую партизанку, разозленные немцы заполнили этот „полицейский вакуум“ гранатовой полицией. И послали её и против украинского подполья, и против украинской партизанки, и против местного населения. Немцы также провоцировали резню, играя на сотрудничестве как с польским подпольем, так и с украинским. ... Есть такой городок на Ровенщине-Рудня-Почаевская, и там жила госпожа Боголуцкая, она мне это и рассказала. Украинка, была она замужем за поляком; имели двух мальчиков (семи и четырёх лет) и только что родилась девочка. А 20 июля 1943-го поляки вырезали хутор - всех украинцев, никого не пожалели! Даже детей маленьких. Маленького мальчика годков двоих мать бросила в бурьян, чтобы спасти, а оно вылезло, когда все горело, и его увидела одна полячка: „а, ты есть быдло чужое!"За ноги-и туда, в огонь вбросила... через несколько дней в то польское село нагрянули уповцы. К госпоже Боголуцкой пятеро зашли-и сразу к колыбели; расставили младенцу ножки, увидели, что девочка, и — поскольку мать украинка-пощадили. А мужчину и обоих мальчиков вывели во двор и зарубили топором. И она мне говорит: "Кого винить? У меня уже слезы те высушились...“ ... к тому же советская сторона создавала истребительные батальоны (в народе их называли „прыжки“ — от русского слова „истребительный“, „ястребок“) преимущественно (на 60-80 %) из поляков. Это были поляки, которые хотели спастись от ОУН — УПА, которые пережили Волынскую трагедию-и шли сознательно на месть, исключительно против украинского подполья. На территории Западной Украины на 1945 г. действовало до 300 таких формирований. И советская сторона была уверена, что между антикоммунистически ориентированными украинцами и поляками никогда не будет единения. Потому что их разделяет пролитая кровь».

#### Изменения этнического состава «Восточных Кресов» в период 1944—1949 г.
«Уже с 1944 г., когда фронт приблизился к бывшей польской границе, в Польше сформировался Польский комитет национального освобождения. Хотя он не был никем юридически узаконен, было объявлено его существование под эгидой Польской рабочей партии с предоставлением соответствующих прав — организационных и государственных. И 9 сентября 1944 г. в Люблине подписывается соглашение между этим комитетом и правительством Украинской ССР о так называемом „обмене населением“. "Обмен" предусматривал с 14 октября по 1 февраля 1945 г. “ на принципах добровольности " переселить поляков из Украины на их исторические земли, а украинцев из Польши — на эти высвобожденные таким образом территории. Обратите внимание: речь шла о том, что переселение должно быть добровольным. На самом деле добровольности не было как таковой. Нашлось не более 5% желающих. Их желание уехать объяснялось двумя причинами. Первая: сработала пропаганда, которая, кстати, имеет давнюю историю. Ещё в середине XIX века, особенно на Лемковщине, распространялось москвофильство, и многие искренне считали, что лемки, русины — единственный народ с русскими, имеющий общий с ними язык, родину и т.п. поверив в это, люди, зажатые в польской среде, согласились на переселение, стремясь вырваться на какую-то свободу. Остальные, кто вызвался на переселение, были запуганы рядом актов террора, ... которые уже начались в 1942-1943 гг. ... депортация 1944-1946 гг., была, повторяю, самая массовая: тогда (из Польши) выселили 482 тыс. украинцев. На территории Польши осталось примерно 200 тыс.-в основном смешанные польско-украинские семьи».
В середине и конце 1940-х годов большая часть польского населения Украины в основном была репатриирована. В то же время сохранились крупные польские общины в Белоруссии и Литве.

### Политика, проводимая разными странами после 1991 г.

#### Белоруссия
В белорусской историографии распространена концепция, что «литовские поляки» (поляки Белоруссии и Литвы) являются потомками коренного населения белорусских и литовских земель. Уже в начале XX в. исследователь и политик Михаил Рёмер оспаривал утверждение, что поляки белорусско-литовского края являются частью польской нации, которая поселилась на восточных кресах, и доказывал, что местные поляки являются результатом культурной полонизации высших слоёв общества «исторической Литвы» (Великого княжества Литовского), а также части горожан и крестьян восточных регионов этнической Литвы. Некоторые белорусские исследователи трактуют эту полонизацию как принудительное действие. Польский историк Юлиуш Бардах утверждал, что распространение польского языка и культуры среди высших кругов общества Великого Княжества Литовского привело к появлению «литовских поляков», одного происхождения с этническими литовцами и белорусами. Другие польские учёные, такие как Пётр Эберхардт и Роман Вапиньский считают «литовских поляков» частью польской нации, которая оказалась в более сложных исторических условиях и не сумела сохранить все свои этнокультурные черты.

#### Украина
15 сентября 2009 года против употребления терминов «восточные кресы» и «геноцид» в резолюции польского парламента выступил Львовский облсовет.

#### Польша
В 2006 году в Кракове был создан Кресовый институт. Его задачами стали документирование и исследование истории и культуры Восточных Кресов, популяризация знаний о духовных и материальных достояниях польской кресовой культуры, а также действия с целью охраны кресового культурного наследия. Директор института Р.Вышинский считает, что целью учреждения должно быть изменение представлений поляков о Восточных Кресах, которых ассоциируют с культурной и цивилизационной отсталостью, и называют в современной Польше «забуголями» (от слов «за Бугом»).15 июля 2009 года польский парламент принял резолюцию «О трагической судьбе поляков на Восточных Кресах», в которой в отношении волынской резни 1943—1944 годов употреблёно выражение «геноцидальные наклонности».
Выходцами из Кресов образована общественная организация Всемирный конгресс кресовян.

### На польском языке
- Pogranicze polsko — litewsko — białoruskie, Białystok 2003, redakcja: Marek Kietliński. Wersja PDF
- Historycy polscy, litewscy i białoruscy wobec problemów XX wieku, Białystok 2003, redakcja: Krzysztof Buchowski, Wojciech Śleszyński Wersja PDF
- Repatriacje i migracje ludności pogranicza w XX wieku Białystok 2004, redakcja: Marek Kietliński, Wojciech Śleszyński Wersja PDF
- Kościoły a państwo na pograniczu polsko-litewsko-białoruskim Białystok 2005, redakcja: Marek Kietliński, Krzysztof Sychowicz, Wojciech Śleszyński Wersja PDF
- Wspólne dziedzictwo ziem północno-wschodnich dawnej Rzeczypospolitej
- Kresy Wschodnie — Zaniedbane, poniżone, zdradzone. Rozmowa z panią docent, dr Dora Kacnelson
- KRESY północno—wshodnie
- KRESY — śladami naszych przodków
- Przewodnik turystyczny po województwie tarnopolskim z 1929 roku
- Eksterminacja polskiej ludności w powiatach wg województw, w poszczególnych nr. czasopisma Na Rubieży
- Historyczne mapy kresów
- Zdjęcia z Kresów
- Zdjęcia południowej część Kresów i północnej części Kresów